# Mirepeisset
Mirepeisset település Franciaországban, Aude megyében. Lakosainak száma 743 fő (2022. január 1.). Mirepeisset Argeliers, Ginestas és Sallèles-d’Aude községekkel határos.

## Népesség
A település népessége az elmúlt években az alábbi módon változott:
| Lakosok száma | 359  | 324  | 410  | 704  | 767  | 741  | 769  | 758  | 752  | 743  |
|               | 1968 | 1982 | 1990 | 2006 | 2013 | 2015 | 2017 | 2019 | 2020 | 2022 |